# Helmut Krauhs

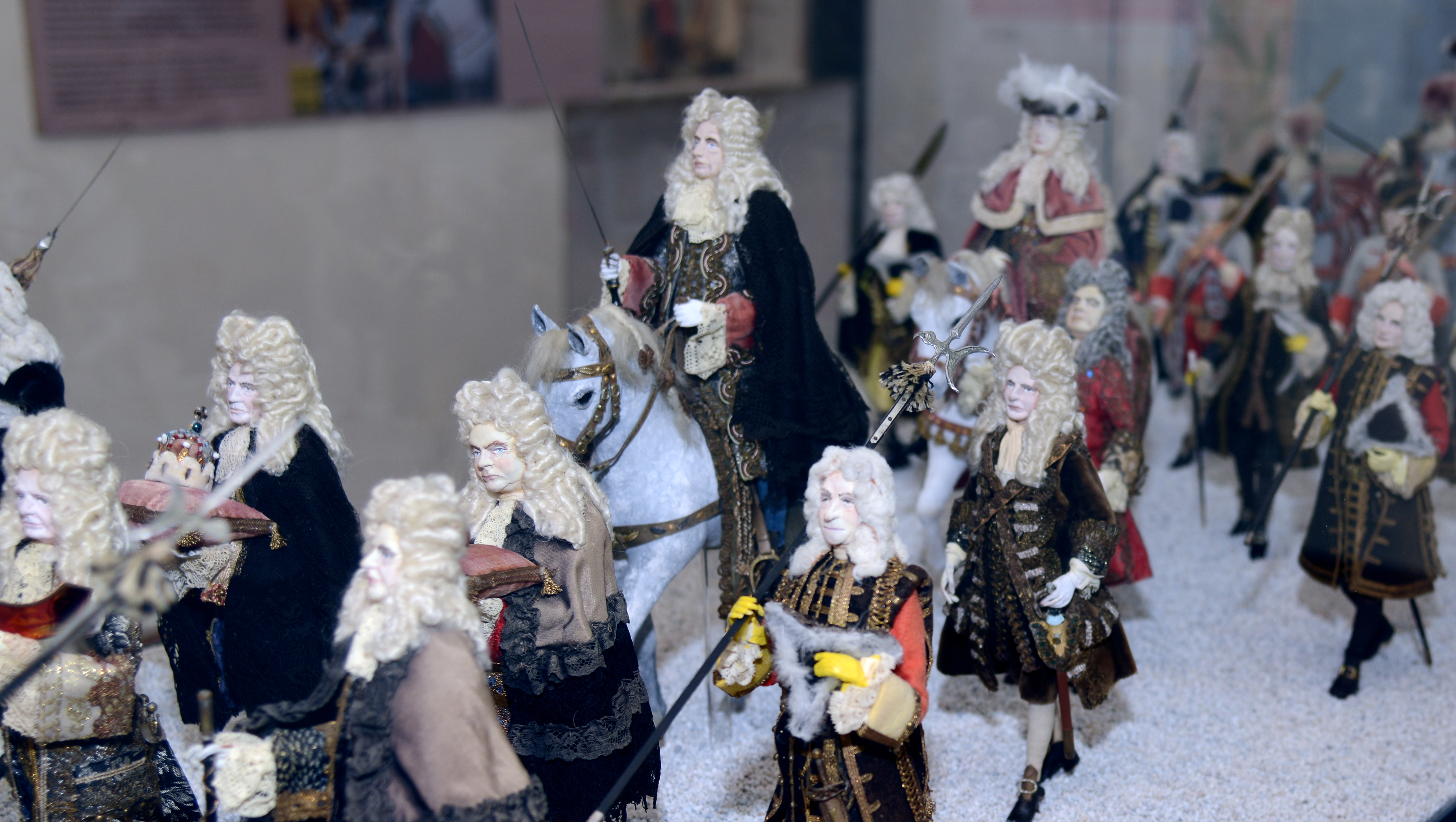
Helmut Krauhs: Erbhuldigungszug für Kaiser Karl VI. – Ausschnitt (Ausstellung „Die Welt der Habsburger“ im Kaiserhaus in Baden bei Wien ab Oktober 2013)

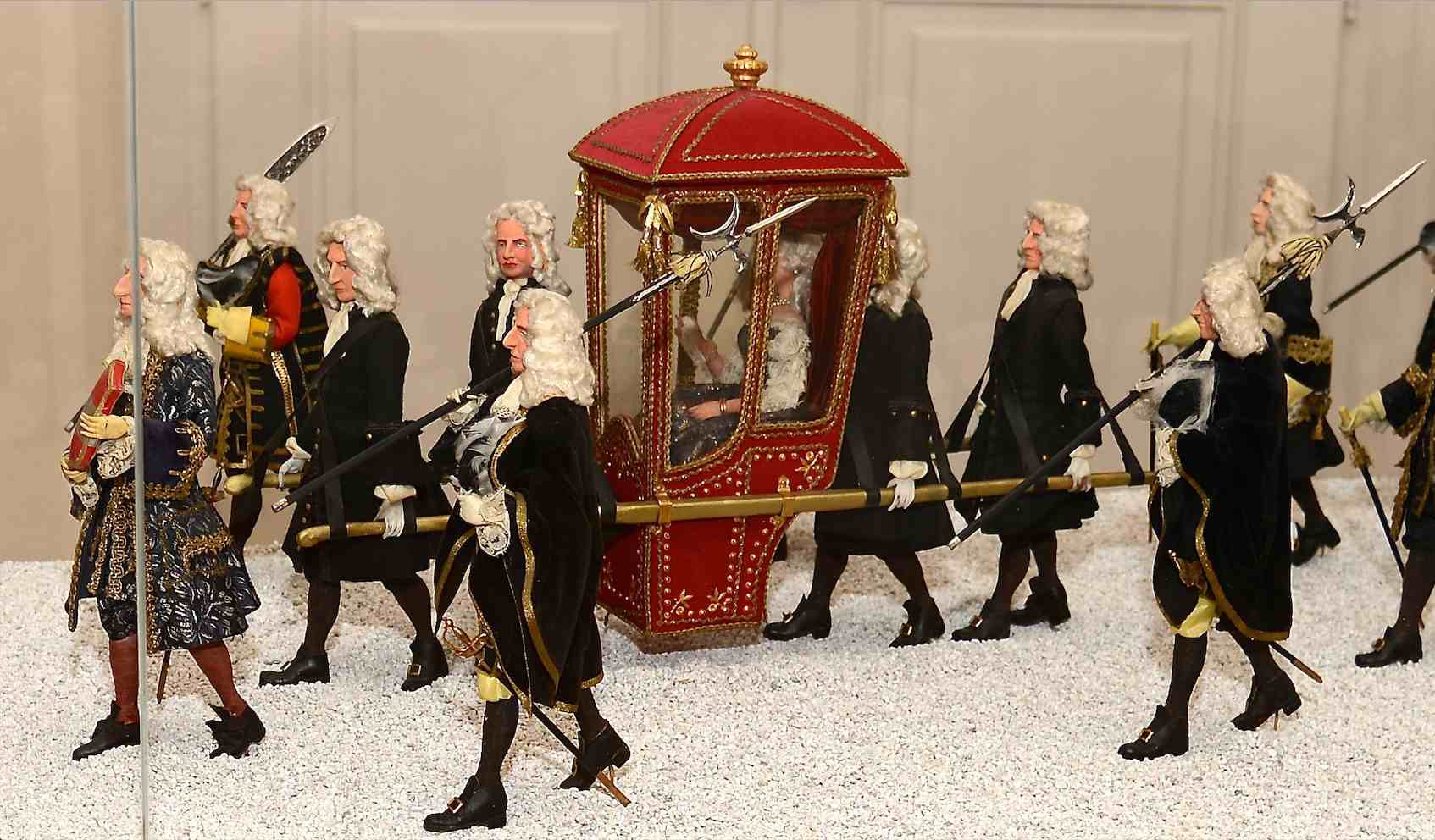
Helmut Krauhs: Die Erbhuldigung für Maria Theresia in Wien, 22. November 1740 – Ausschnitt (Ausstellung „Die Welt der Habsburger“ im Kaiserhaus in Baden bei Wien ab Oktober 2013)

Helmut Krauhs (* 4. April 1912 in Kaschau (heute Košice); † 19. Dezember 1995 in Wien) war ein österreichischer Künstler und Offizier. Seine Figurinen, auch bekannt als Krauhs-Figurinen, sind weltweit in bedeutenden Museen und Sammlungen vertreten; sie sind auch international gesuchte Sammlerobjekte.

## Leben und Werk
Der Vater von Helmut Krauhs war Siebenbürger Sachse und Offizier. Die Mutter, eine gebürtige Ungarin, war Tochter eines wohlhabenden Gutsbesitzers. 1922 übersiedelte die Familie nach Wien, wo Helmut Krauhs die Reifeprüfung ablegte. Im Jahr 1936 wurde er an der Theresianischen Militärakademie in Wiener Neustadt als Leutnant ausgemustert. 1938 wurde er in die deutsche Wehrmacht übernommen, wo er den Rang eines Hauptmanns erreichte.
Nach dem Zweiten Weltkrieg begann Helmut Krauhs Figurinen herzustellen. Sowohl die handwerkliche als auch die künstlerische Qualität der Figuren brachten ihm alsbald international hohe Reputation ein. Erstaunen und Bewunderung löste immer wieder die naturgetreue Umsetzung der Gesichtszüge der in Form von Figurinen dargestellten Personen aus. Zu den bedeutenden Gruppenschöpfungen von Helmut Krauhs zählen der Erbhuldigungszug für Kaiserin Maria Theresia sowie der Erbhuldigungszug für Kaiser Karl VI. Wegen der präzisen Wiedergabe von Details auf den Uniformen von Soldatenfigurinen werden die Arbeiten von Helmut Krauhs auch unter Militärhistorikern sehr geschätzt. So ist etwa im Wiener Heeresgeschichtlichen Museum eine größere Anzahl von Krauhs-Figurinen ausgestellt.